# Aston Martin
Az Aston Martin egy legendás brit autómárka, amely a brit hagyományokat, sportosságot és túraautókat jelképezi. Hosszú története során olyan legendás és exkluzív sportautókat teremtett meg, mint a DB6, DBS, DB9 vagy a nemrég bemutatott DBX.
A világhírű vállalat története és hagyományai akkor is tovább éltek, amikor az Aston Martin pénzügyi válságba került. A hetvenes évek elején David Brown eladta a céget, és a DB jel lekerült az autókról. A kilencvenes években azonban a Ford tulajdonába kerülve a jelzés újra felbukkant. A főleg amerikai piacra szánt, kabrió DB7-eshez hasonló, szélesebb igényeket kielégítő, új modelljeivel az Aston Martin megpróbálja visszaszerezni régi, legendás hírnevét.

## A márka alapítása és története

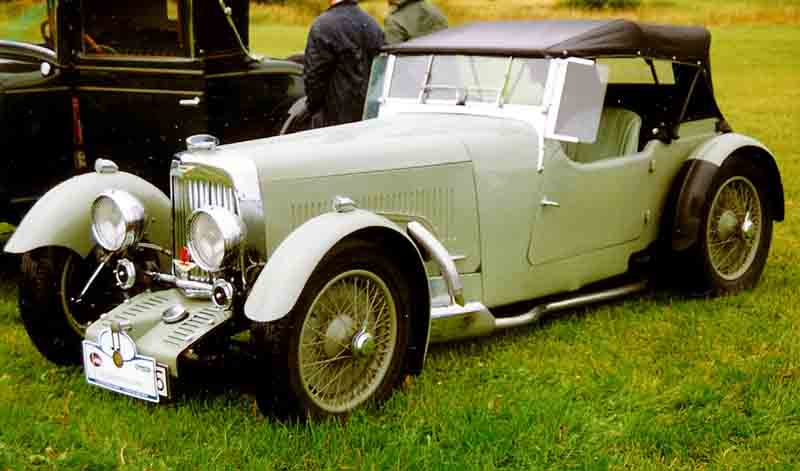
Az 1935-ös Aston Martin Mk II

### Kezdetek
A márkát 1913-ban Lionel Martin és Robert Bamford alapította. Autógyártás volt a profiljuk, s első kocsijukkal rögtön be is neveztek egy hegyi versenyre. A hegy neve Aston Hill volt (Aston Clinton település mellett), a versenyt megnyerték, s nagy örömükben át is keresztelték a vállalatot Aston Martinra.
Pusztán versenyzésből azonban már abban az időben sem lehetett megélni, ezért megpróbálták meglovagolni a sikert, s 1915-ben értékesítették is első utcai autójukat. A versenygépek fejlesztése persze ekkor sem állt le, s az 1920-as évek elején elkészült az első igazán ütőképes Aston Martin versenykocsi. Akkoriban főleg Franciaországban pezsgett az autóverseny-élet, s az Aston Martin rendszeresen részt is vett a kontinensen a gallok viadalain: indultak a híres Le Mans-i 24 órás futamokon is, ám a győzelmekre az első években még várni kellett. A versenyeken elért (rész)sikerek és az Aston Martinok derék helytállása nem maradt észrevétlen, s lassan felfutott az értékesítés és ezzel a kocsigyártás is: 1937-ben egyetlen év alatt 140 kocsit adtak el. Ez volt egyébként a legeredményesebb év a háború előtti időszakban. 1939-ben ismét nagy feltűnést keltett a kis angol cég, mert elkészült az Atom nevű avantgárd vonalvezetésű prototípus, amely jócskán megelőzte korát, hiszen a karosszéria fedőelemeit térvázra csavarozták, a felfüggesztés pedig független volt.

### David Brown korszak
1947-ben David Brown angol üzletember meglátta a potenciált a háború után potom pénzért megkapható Aston Martinban, s felvásárolta a céget. Egy évvel később - miközben ismét teljes gőzzel beindult a sportautók fejlesztése - gyártani kezdték a kétliteres modellt. 1949-ben a DB2 prototípus (David Brown úr ezzel a típusjelzéssel halhatatlanná tette a nevét) a Jones-Haines párossal a volánnál indult a Le Mans-i 24 órás viadalon, rajtszámuk 27-es volt és a 7. helyen végeztek.1951-ben pedig már teljes volt a siker: három DB2 végzett az első három helyen a háromliteres autók mezőnyében. A dicsőséget szállító pilóták nevei: a győzelmet a Macklin-Thompson egység szerezte meg, miközben az abszolút kategóriában a 3. helyen végeztek. A 3 literesek között a 2. az Abecassis, Shawe-Taylor, a harmadik a Parnell, Hampshire duó lett. Ők is 3.401,590 kilométert futottak, hogy az abszolút versenyben a hetedikek lehessenek.

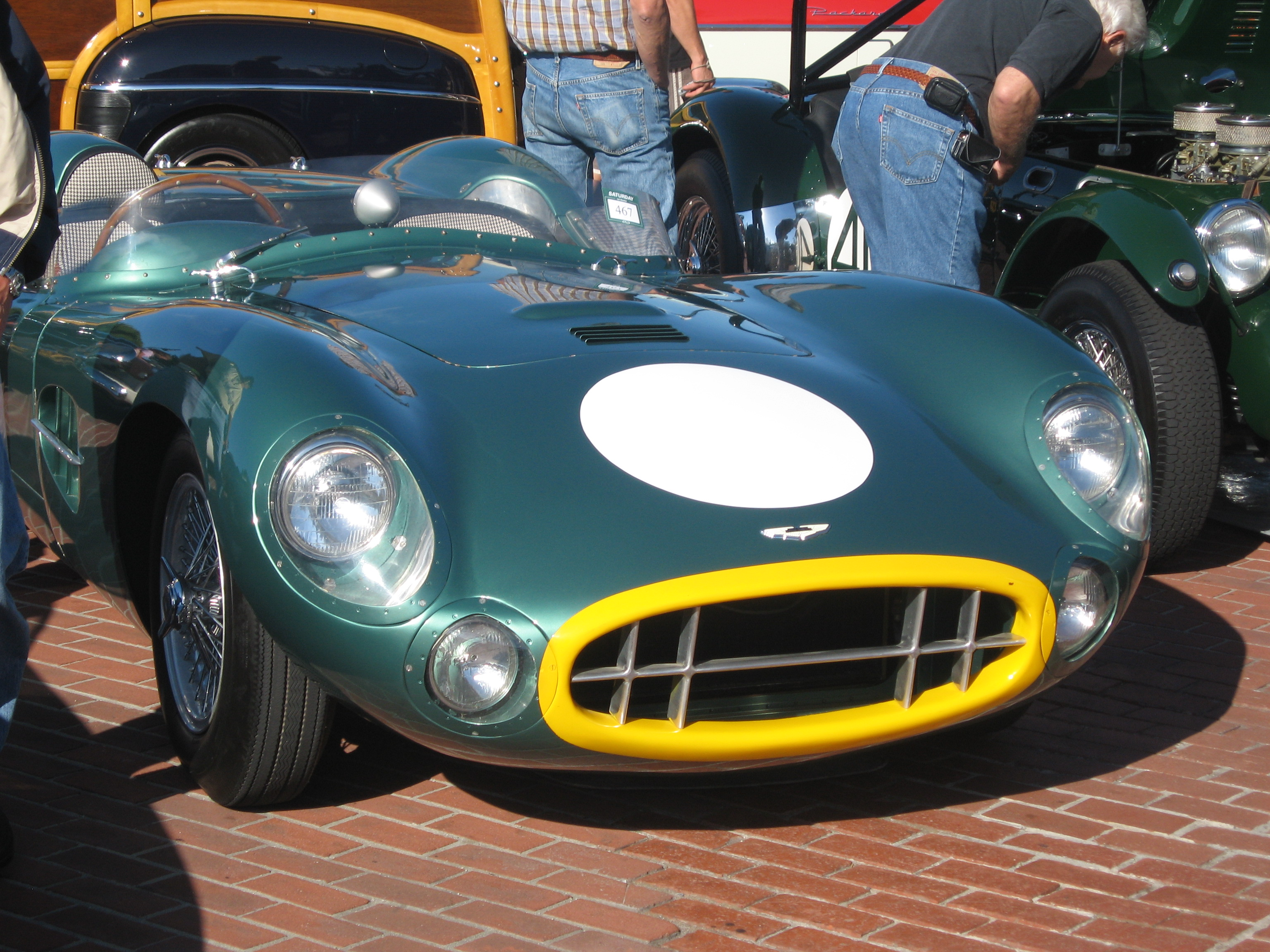
Az 1959-es DBR1

Az Aston Martinnak ekkorra sikerült újra az autós hierarchia legmagasabb régióiba felküzdenie magát, hiszen vevőkörük arisztokratikus, szűk, ám annál tehetősebb volt. 1954-ben már arra is volt pénz, hogy új gyárba költözzenek, ez Newport Pagnellben van, s azóta is itt folyik a vérbeli brit sportautók gyártása. 1959 az újabb kirobbanó sportsikerek éve volt. Az Aston Martin nyerte a sportkocsi világbajnokságot, miután a kizárólag versenycélokra gyártott DBR1 megnyerte a nürburgringi 1000 kilométeres versenyt, illetve diadalt aratott Le Mans-ban (Carroll Shelby-Roy Salvadori) és a RAC Tourist Trophyn is.
Egy évvel később, 1963-ban megjelent a DB5, a versenypályák után a filmvásznon is sikert aratott. A Goldfinger című James Bond filmben, Sean Connery-vel a volánja mögött a DB5-ös remekmű is főszereplő volt. A siker hatására a Bond sorozat szinte minden darabjában egy Aston Martin volt a 007-es ügynök szolgálati autója. 1969-től kezdve egyre erősebbek lettek az Aston Martinok, megérkeztek a V8-as motorok: előbb a DBSV8, majd a V8 Vantage és a Lagonda modellek következtek.

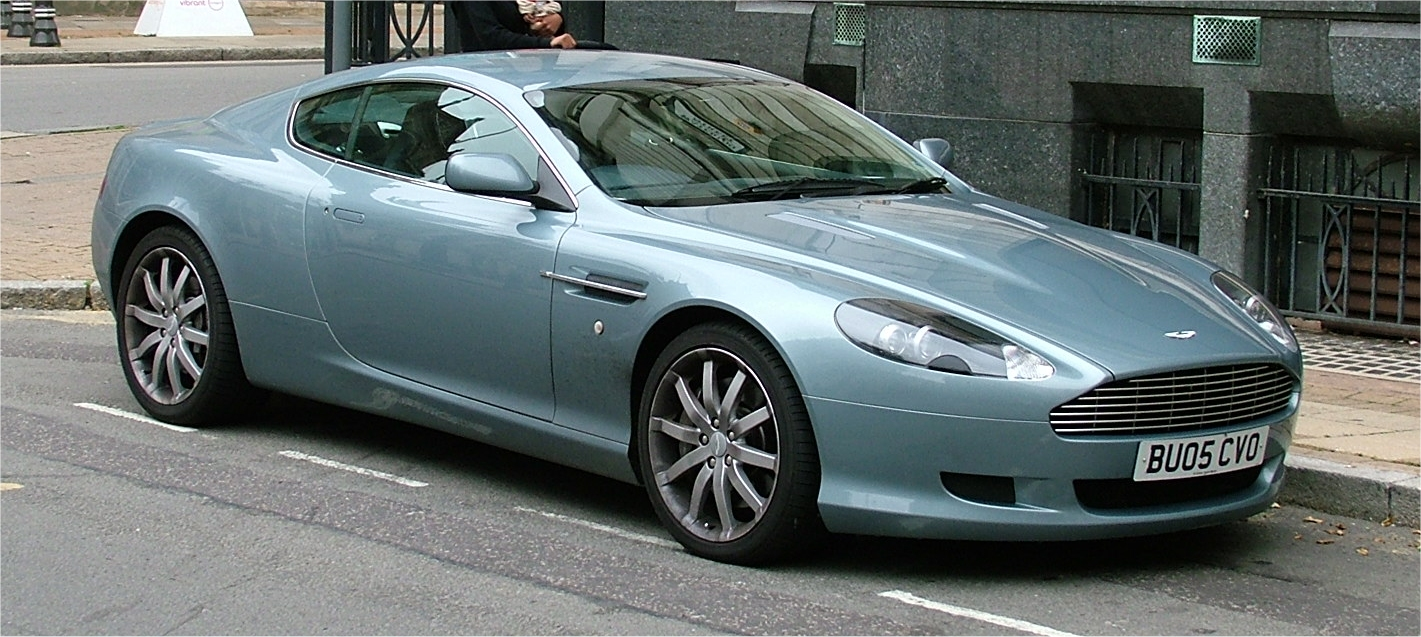
DB9

### A Ford tulajdonában
1987-ben azonban vége lett az önállóságnak, hiszen a Ford Motor Company megvásárolta az Aston Martin részvényeinek 75 százalékát. Az új korszak első modellje, az 1990-es Virage nem aratott átütő sikert, de a Ford nem csüggedt el, s 1994-ben a cég részvényeinek fennmaradó 25 százalékára is rátette a kezét, később pedig az Aston Martin bekerült a Ford Premier Automotive Group-jához tartozó elitmárkák közé. A DB7 1994-ben jelent meg, két évvel később pedig ennek nyitható tetejű változata, a Volante. Az új évezredet az angolok a hengerszám növelésével ünnepelték, hiszen 2001-ben
debütált a V12 Vanquish. A következő esztendőben, 2002-ben az Aston Martin felelevenítette korábbi kapcsolatát a neves olasz karosszériaépítő céggel, a Zagatóval, és elkészül a DB7 Zagato. A hétezredik DB7-es egyébként csak a modell gyártásának kilencedik esztendejében kelt el, s ez is jól mutatja, hogy az Aston Martin mennyire rétegmárka. 2004-ben egy új gyárban, Gaydonban kezdődött meg a DB9 gyártása, s ugyanitt készül a Volante nevű nyitott verzió is.

### Kronológia

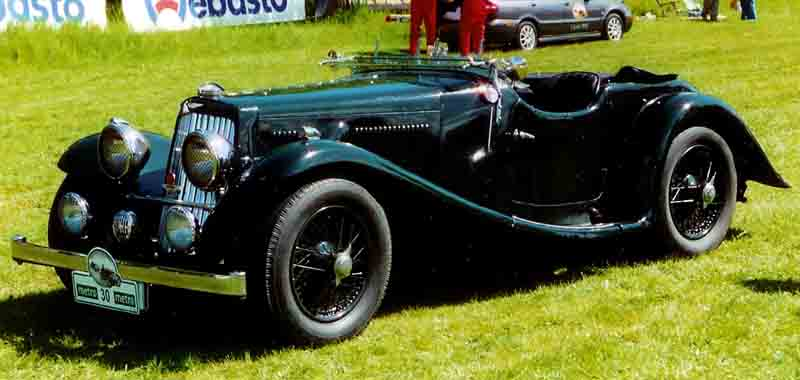
Aston Martin 2-Litre 2/4-Seater Sports

- 1913 Lionel Martin és Robert Bamford megalapítja az Aston Martint.
- 1915 a gyár értékesíti első utcai típusát.
- 1937 az Aston Martin 140 darab autót ad el.
- 1939 elkészül a cég Atom nevű avantgárd vonalvezetésű prototípusa.
- 1947 David Brown lesz a márka új tulajdonosa.
- 1949 az Aston Martin DB2 típus a 7. helyen végzett Le Mans-ban.
- 1950 a DB2-es modell gyártásának kezdete.
- 1951 a DB2-es autók az első három helyen végeztek a Le Mans-i 24 órás viadalon.
- 1953 a négyüléses DB2/4 bemutatása.
- 1954 a márka új gyárba költözik, Newport Pagnellbe.
- 1955 a DB2 típus Mark II verziójának kibocsátása.
- 1957 a 164 lóerős DB2 Mark III bemutatása a Genfi Autószalonon.
- 1958 az Aston Martin kibocsátja a DB4 típust.
- 1959 az Aston Martin nyerte a sportkocsi világbajnokságot és a nürburgringi 1000 kilométeres versenyt a DBR1 típussal.
- 1963 a DB5 váltja a DB4-est.
- 1964 a DB5-ös típus a Goldfinger című James Bond-filmben válik világhírűvé.
- 1965 a DB6 váltja a DB5-öst.
- 1969 a DB6 Mk 2 bevezetése.
- 1970 a DB6-os gyártásának befejezése.
- 1987 az Aston Martin a Ford Motor Company tulajdonába kerül.
- 1993 a Lagonda Vignale tanulmányautóban debütál az Aston Martin hatliteres, V12-es motorja.
- 1994 a DB7-es gyártásának kezdete.
- 1998 a Project Vantage bemutatása a detroiti autókiállításon.
- 2001 a Vanquish gyártásának kezdete.
- 2003 a DB9 bemutatása a Frankfurti autószalonon.
- 2004 a DB9 gyártásának kezdete a márka új gyárában, Gaydonban.
- 2004 a vászontetős DB9 Volante csatlakozik az Aston Martin kínálatához.
- 2005 az Aston Martin V8 Vantage kibocsátása.
- 2007 az új Aston Martin DBS V12 szerepel a Casino Royale című Bond-produkcióban.
- 2008 a DBS szériaváltozatának kibocsátása.
- 2009 a One-77 gyártásának kezdete.
- 2017 a Valkyrie gyártásának kezdete
- 2018 Valkyrie AMR Pro
- 2022 Valkyrie Spider
- 2023 Valkyrie AMR-LMH

## Híres modellek

### DB2
A DB2-est 1953-tól 1959-ig gyártották. Ezalatt 1294 darabot gyártottak. 1954-ben a 2,6 literes két vezérműtengelyes erőforrás mellett bevezettek egy 2,9 literes, 140 lóerőset is. A Walter Owen Bentley által tervezett, két vezérműtengelyes, soros hathengeres motor nagyon erősnek bizonyult (164 LE). A korábbi Bentley motorokhoz hasonlóan könnyedén kibírta a 24 órás Le Mans-i versenyt. A Mulliner, később a Tickford nevű karosszériaépítő műhelyek készítették a kocsi alumínium felépítményét. A négyüléses változat jelzése DB2/4 volt.

### DB4 GT
1958-ban az Aston Martin kibocsátotta a vadonatúj DB4 típust. Az Egyesült Királyságban készült, de az olasz Touring of Milan tervezte a formát. Új, 3,7 literes, 3670 cm³-es soros hathengeres motorral szerelték fel, ami 306 LE-re volt képes. Az autó csúcssebessége 238 km/h volt. 1963-ban a DB5 váltotta a DB4-est. Mindössze 75 darab GT változat készült.

### DB6
1965-ben bemutatták a DB6-ot, amely először átmeneti modellként jelent meg, sikere azonban minden várakozást felülmúlt. Megnövelt tengelytávolság, lecsapott farrész és döntött szélvédő jellemezte a DB6-ost. Áramvonalasabb és gyorsabb lett elődeinél. A Tadek Marek által tervezett soros hathengeres motor lökettérfogata 3996 cm³ volt, amely 330 LE-re (243 Kw) volt képes. Kézi ötsebességes váltóval volt felszerelve és hátsókerék meghajtással működött. Az ajtók száma max. 2 lehetett, s négyen személynek adott helyet. Coupé és kabrió változatban is gyártották. A típus gyártását 1970-ben fejezték be.

### DB6 Vantage
A legerősebb, hathengeres Vantage modell, a DB6 Vantage volt. Motorja 330 lóerős volt, csúcssebessége pedig 250 km/h. Az autó szinte minden korabeli vetélytársánál jobban gyorsult.

### DBS (1967–1972)
Az Aston Martin DBS 1967-ben jelent meg és egészen 1972-ig gyártották. Ezalatt mindössze 800 darab készült belőle. Az addigi típusokhoz képest merőben szokatlan formájú, igazi négyüléses DBS modell William Towns tervei alapján készült. Eredetileg az olasz Carrozzeria Touring irodát bízták meg a DBS felépítményének megalkotásával, de a négyüléses rajzai csalódást keltettek, és végül William Towns terveit választották. V8-as motorjának teljesítményéből sokat elemésztett a kocsi meglehetősen nagy, 1706 kg-os tömege. Négyliteres, nyolchengeres motorja 282 LE-re (210 KW) volt képes. Az autó szerepelt a James Bond: Őfelsége titkosszolgálatában c. filmben, George Lazenbyvel.

### Vantage Zagato
A DB4 GT spirituális utódja, a Zagato a V8-as modell vázát és motorját kapta meg, egyedi karosszériával. A pokolian drága típusból mindössze 75 darab készült.

### DB7

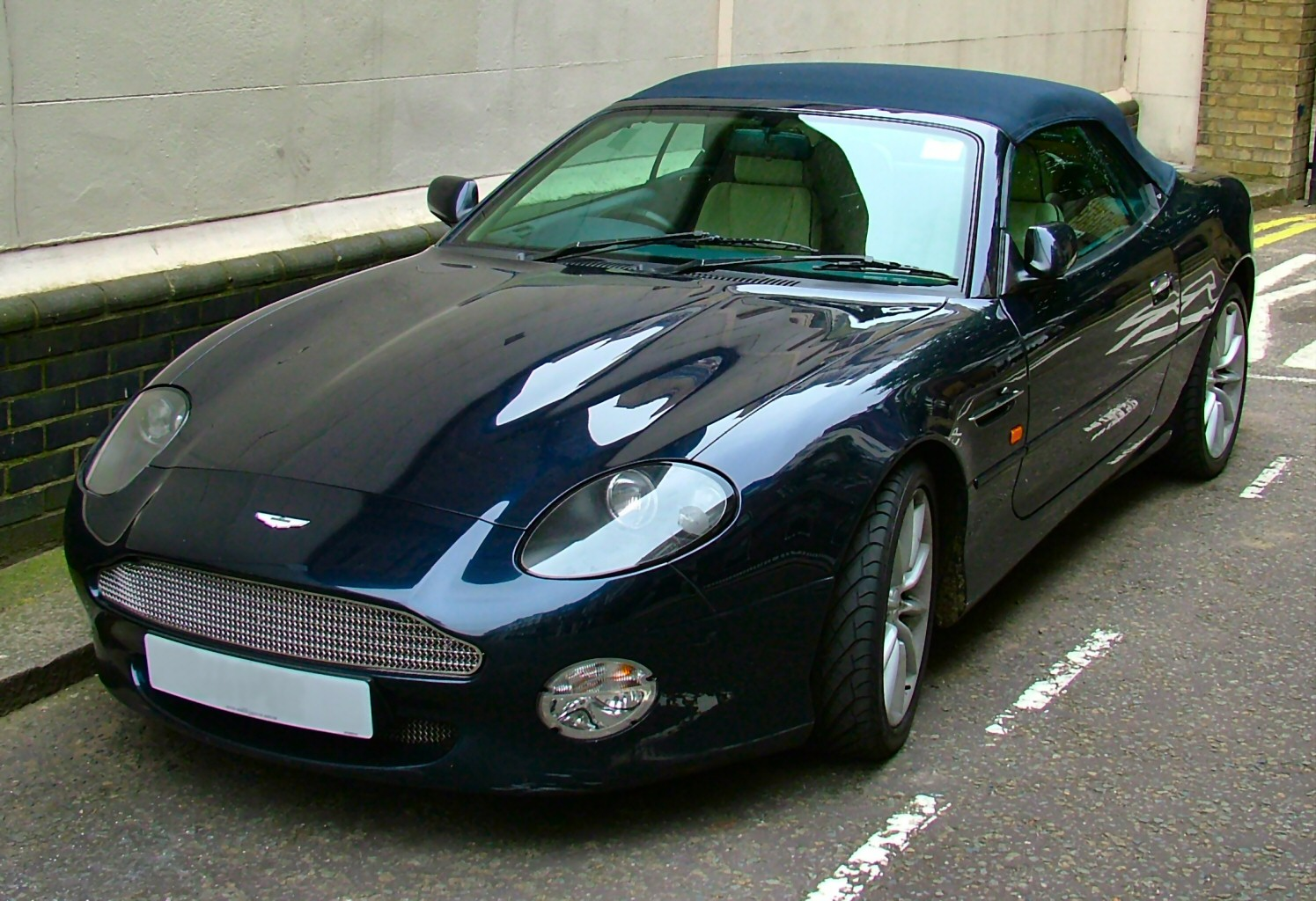
DB7

A modellsorozat 1993 márciusában, a genfi autókiállításon mutatkozott be a nyilvánosság előtt. Azóta több mint hétezer darab készült. Palettáján a Vantage Coupé és a Volante nevű kabrió mellett a 2003-ban debütáló GT és GTA is szerepel. Minden DB7-es modell kétajtós karosszériával, ABS-szel és kipörgésgátlóval készül, valamint 5935 cm³-es, V12-es hajtóművel üzemel. A DB7-es sorozatot kabrió változattal egészítették ki, az Amerikai Egyesült Államok piaci igényeinek megfelelően 1996-ban.

### Vanquish
1998-ban a detroiti autókiállításon bemutatott Aston Martin Project Vantage tanulmányautójára érkezett pozitív visszajelzések a Vanquish sorozatgyártását eredményezték. 2001-ben a Vanquish megjelenik a szalonokban. Évente 300 darabot gyártanak. A DB7 hatliteres V12-es motorját átdolgozták, hogy nagyobb legyen a teljesítménye (466 LE) és nyomatéka (542 NM). A rövid áttételű, hatfokozatú, automatizált váltóval 0,25 mp alatt lehet váltani.

### DB9
2003-ban a Frankfurti Autószalonon bemutatták a DB7 utódjának szánt DB9-es tanulmányautót. A vászontetős Volante modell 2004-ben csatlakozik az Aston Martin kínálatához. Az Aston Martin hatliteres V12-ese a DB9-esben 450 lóerős, és 300 km/h csúcssebességet tesz elérhetővé. Az első tengelyt terhelő tömeg csökkentése érdekében a kormányoszlopot és az ajtókat is magnéziumból készítik. A típus továbbra is Angliában készül a DB9, de már az új, Gaydoni gyárban.

### DBS (2007–)
James Bond legutolsó autójának, az Aston Martin DBS-nek a szériaváltozata már tavaly augusztusban lelepleződött, de az első példányokat csak 2008 első negyedévében szállítja a patinás márka a tulajdonosoknak. A kocsi mozgatásáról egy hatliteres, 510 lóerős V12-es motor gondoskodik, amely 4,3 másodperces százas sprinthez és a 302 km/órás végsebességhez elég. Egyes karosszériaelemek szénszálas műanyagból készülnek, a csillapítás keménysége változtatható, a megfelelő lassításért pedig kerámia fékek felelősek.

### Vantage RS V12 (2008–)
Az Aston Martin Vantage RS a valaha készített leggyorsabb Aston. Egyelőre még csak 2 példánya van teljesen megépítve, de az A. M. új vezetése nem zárkózik el a különleges modell kis szériás sorozatgyártásától. És miben különleges az RS? A motorja a DBS-ből átvett 510 lovas V12-es, amelybe Pectel chipet építettek, amely a motor kiegyensúlyozott működésére ügyel. Ennek köszönhetően a teljesítmény 600 lóerő. A különleges alcantara üléseknek és a további könnyítéseknek köszönhetően az RS épp 4 másodperc alatt gyorsul fel álló helyzetből 100 km/h-ra, de a 160-hoz sem kell több további 4,5 másodpercnél, a maximális fordulatszám 7600-at is eléri. Ehhez a teljesítményhez természetesen a fékrendszert is megerősítették, a széria tárcsák helyett kerámiák dolgoznak, a stabilitást pedig nagy sebességnél kiemelkedő spoiler növeli. Az utastérből kidobtak minden olyan "fölösleges" elektronikai segédeszközt, amit nem tartottak szükségesnek, pl. az ABS-t, a klímát és a GPS-t. A maximális forgatónyomatéka kb. 700Nm, és a váltója manuális, hatfokozatú. Ezt az 1500 kilós szörnyeteget a két hátsó kerék "repíti" egészen a 320 km-es óránkénti csúcssebesség felé.
Az autó 150 000 angol font lesz, vagyis a jövendőbeli magyar RS-tulajoknak egy olyan 50 000 000Ft-os árra kell felkészülniük.

## Galéria

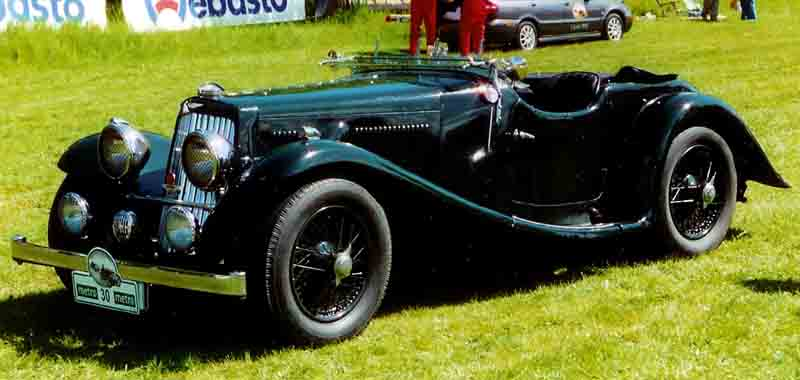
Aston Martin 2-Litre Sports 1937
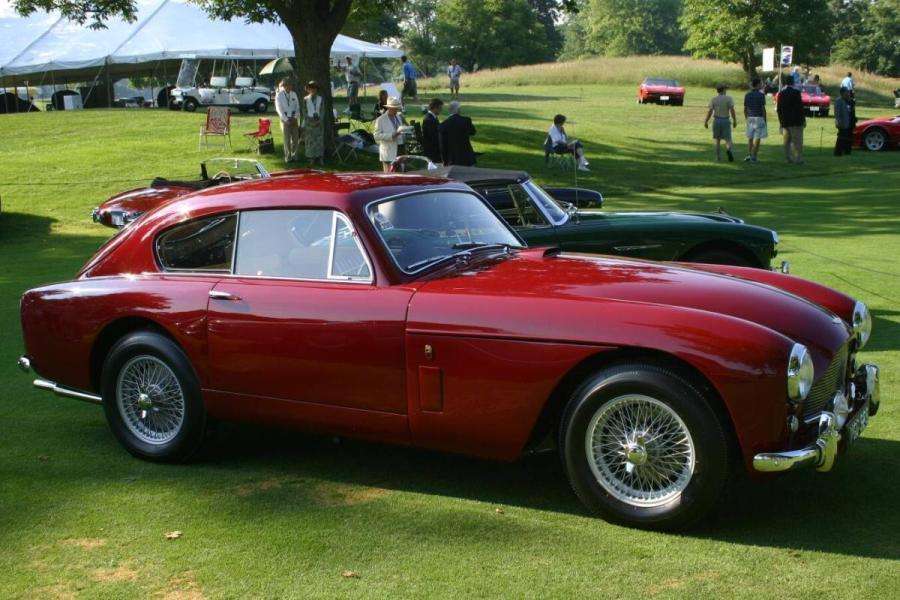
1958-as Aston Martin DB Mark III
Aston Martin V8 Volante
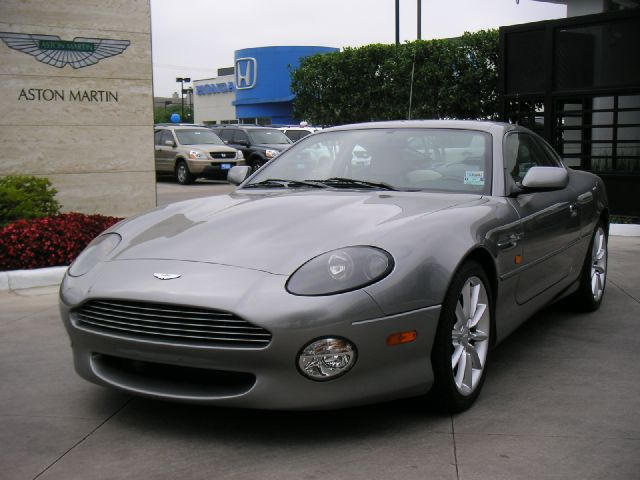
Aston Martin DB7 Vantage
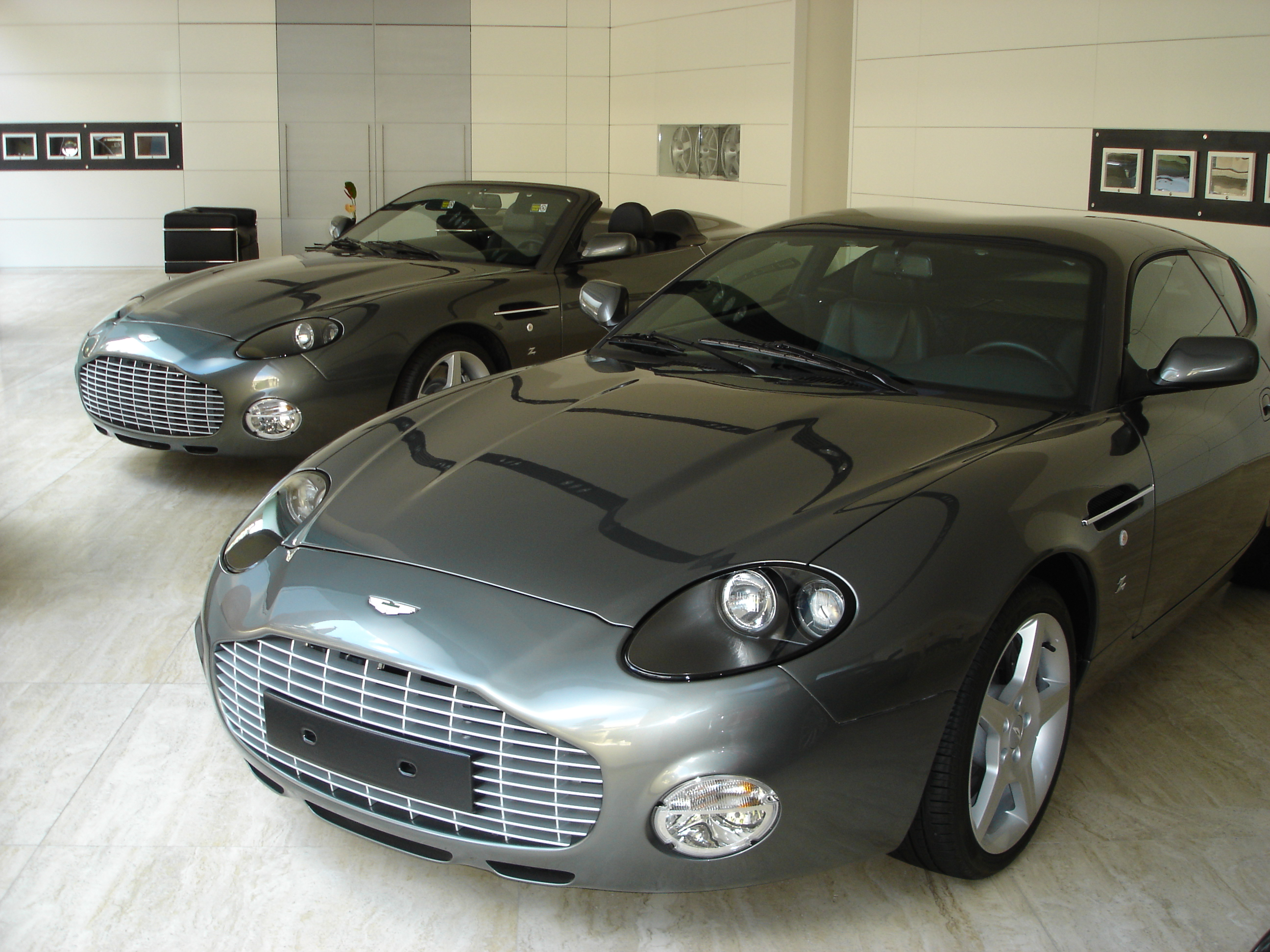
Aston Martin DB7 Zagato
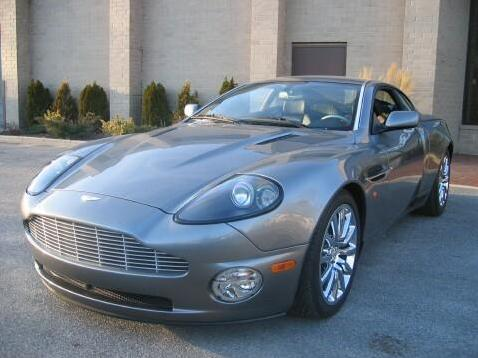
Aston Martin V12 Vanquish
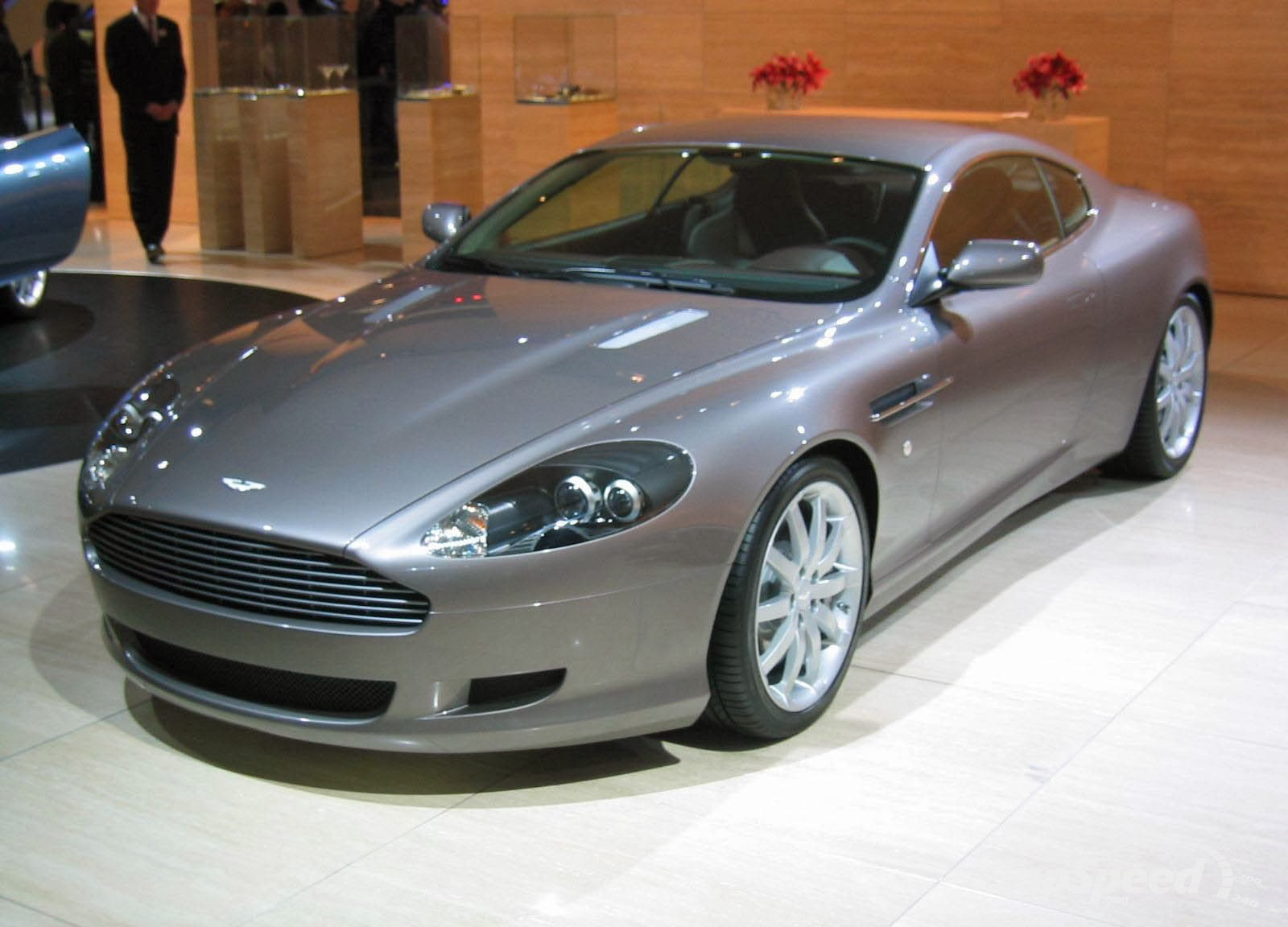
Aston Martin DB9
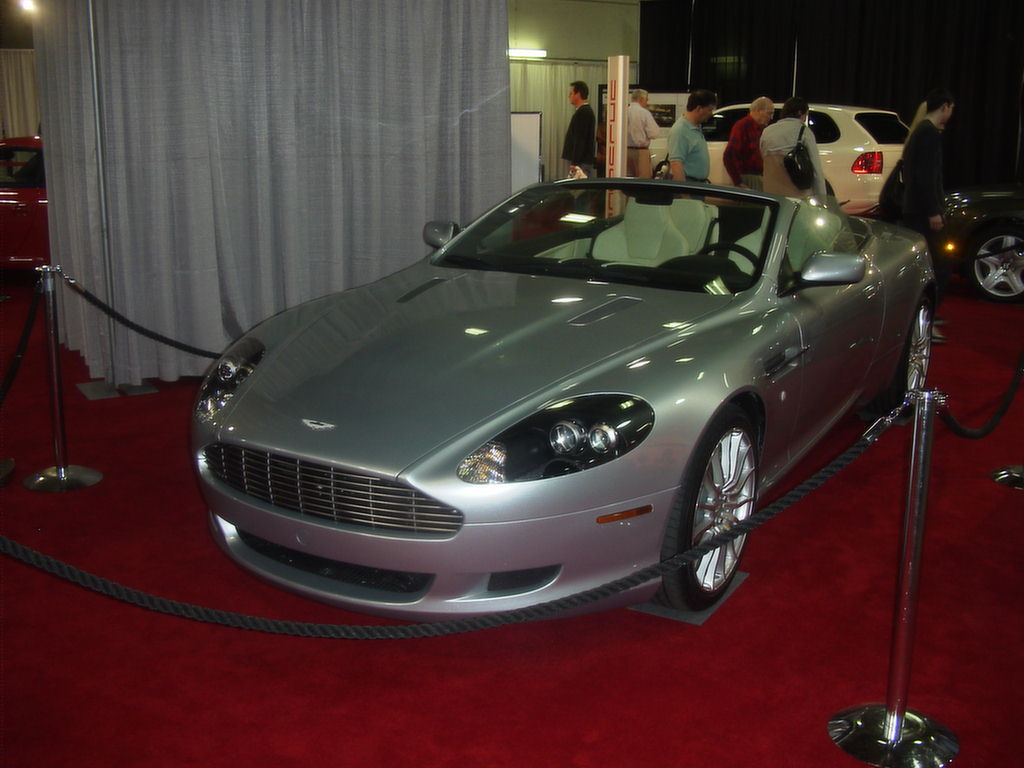
Aston Martin DB9 Volante
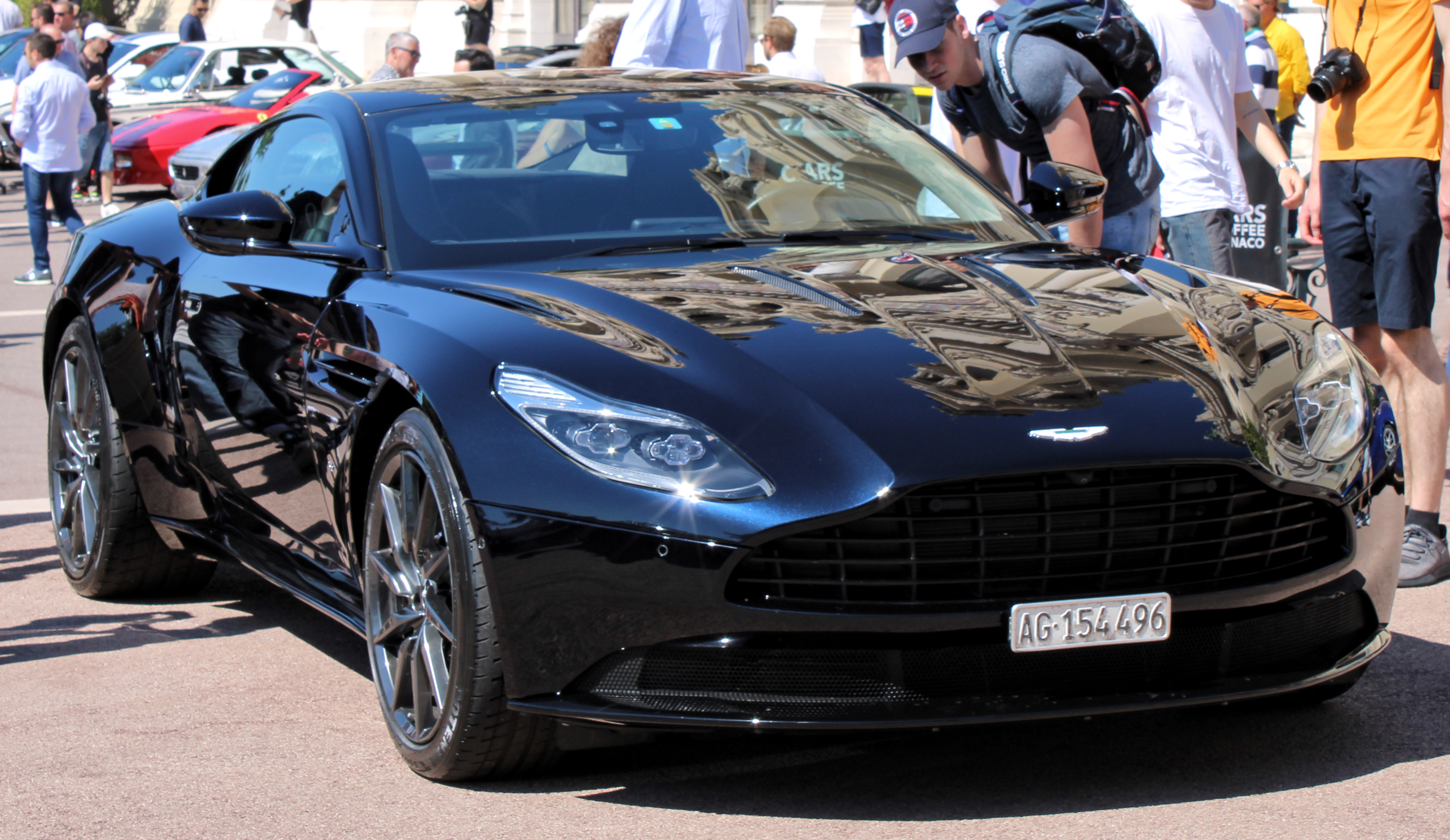
Aston Martin DB11

## A filmvásznon
A DB5-ös típus 1964-ben a Goldfinger című James Bond-filmben (Sean Conneryvel a főszerepben) vált világhírűvé. A manapság játszott Bond-filmek nézői is asszociálhatnak James Bond nevének hallatán az Aston Martinra, hiszen a Halj meg máskor című filmben a Ford Thundenbird és a Jaguar XKR mellett egy Aston Martin Vanquish V12-es is szerepel. A Casino Royale című Bond-produkcióban pedig a legújabb Aston Martin DBS "játszik".

## A sportban

### Formula–1
Az Aston Martin 1959-ben és 1960-ban szerepelt a Formula–1-es világbajnokságban. Összesen öt versenyen indult, ezalatt egyetlen pontot sem szerzett a brit márka. A Formula–1-es programja előtt az Aston Martin Jim Clarknak tett ajánlatot, azonban a márka F1-es programja elhúzódott, így Clark a Lotushoz szerződött. A 2015-ös szezon végén hallani lehetett róla, hogy felvásárolják a Force India csapatát, ebből végül nem lett semmi. A 2016-os idény kezdete előtt együttműködési szerződést kötött a Red Bull csapatával.
2021-ben ismét visszatér a sportágba, mert a Racing Point F1-es csapat 2021-től Aston Martin néven vesz majd részt az F1-es világbajnokságban. A csapat névadó főszponzora a Cognizant lett.
| Év   | Modell                              | Motor           | Versenyző           | 1   | 2   | 3   | 4   | 5   | 6   | 7   | 8   | 9   | 10  | Pont | Helyezés |
| ---- | ----------------------------------- | --------------- | ------------------- | --- | --- | --- | --- | --- | --- | --- | --- | --- | --- | ---- | -------- |
| 1959 | Aston Martin DBR4                   | Aston Martin L6 |                     | MON | 500 | NED | FRA | GBR | GER | POR | ITA | USA |     | 0    | 5.       |
| 1959 | Aston Martin DBR4                   | Aston Martin L6 | Roy Salvadori       |     |     | Ki  |     | 6   |     | 6   | Ki  |     |     | 0    | 5.       |
| 1959 | Aston Martin DBR4                   | Aston Martin L6 | Carroll Shelby      |     |     | Ki  |     | Ki  |     | 8   | 10  |     |     | 0    | 5.       |
| 1960 | Aston Martin DBR4 Aston Martin DBR5 | Aston Martin L6 |                     | ARG | MON | 500 | NED | BEL | FRA | GBR | POR | ITA | USA | 0    | 8.       |
| 1960 | Aston Martin DBR4 Aston Martin DBR5 | Aston Martin L6 | Roy Salvadori       |     |     |     | DNP |     |     |     |     |     |     | 0    | 8.       |
| 1960 | Aston Martin DBR4 Aston Martin DBR5 | Aston Martin L6 | Roy Salvadori       |     |     | Ki  |     |     |     |     |     |     |     | 0    | 8.       |
| 1960 | Aston Martin DBR4 Aston Martin DBR5 | Aston Martin L6 | Maurice Trintignant |     |     |     |     |     |     | 11  |     |     |     | 0    | 8.       |

### Le Mans-i 24 órás versenyek
A 2008-as Le Mans-i 24 órás autóversenyen az Aston Martin Racing győzedelmeskedett a GT1 kategóriában, az abszolútban pedig a 13. helyen végeztek. Az DBR9-est David Brabham, Antonio García és Darren Turner vezette.

## Külső hivatkozások
- Aston Martin hivatalos honlapja
- Aston Martin Racing hivatalos honlapja
- Aston Martin lap
- Aston Martin Valkyrie
- Aston Martin DB4
- Aston Martin DB5